# Ковтач жовтоногий
Ковтач жовтоногий (Melignomon eisentrauti) — вид дятлоподібних птахів родини воскоїдових (Indicatoridae).

## Поширення
Вид поширений у Західній Африці. Спостерігався в Камеруні (два спотсереження на заході країни), Ліберії (поблизу гори Німба, гори Вонегізі, схили гори Балагізі та на південь від району Вагун), Сьєрра-Леоне (національний парк Гола-Форест), Кот-д'Івуарі (ліс Таї, гора Пеко, Національний парк Марагове, лісові заповідники Каваллі та Геле, лісовий заповідник Ангудеду, а також, мабуть, національний парк Банко), Гані (декілька районів на південному заході) та Нігерії (Національний парк Cross River).

## Опис
Птах завдовжки до 18 см. Вержня частина тіла та голова оливкового забарвлення. Спина жовтуватого відтінку. Махові пера крил і два центральних пера хвоста чорні. Нижня частина тіла блідо-сіра. Дзьоб жовтуватий, орбітальне кільце зеленувато-жовтого кольору, райдужна оболонка коричневого кольору. Ноги жовті.